# Никифоров, Владимир Валентинович
Никифоров Владимир Валентинович (род. 20 июля 1964 года) − украинский эколог.

##### Образование
В 1987 г. окончил Харьковский государственный университет имени А.М. Горького (кафедру ботаники биологического факультета).
В 1992 г. окончил аспирантуру Института ботаники им. Н.Г. Холодного Национальной академии наук Украины (отдел споровых растений).

##### Биография
С 1987 по 1989 − учитель биологии и химии СШ № 20 г. Кременчуг.
С 1989 по 1992 − аспирант отдела споровых растений, Институт ботаники имени Н. Г. Холодного Национальной академии наук Украины (НАН Украины) (Киев).
С 1993 по 1995 − ассистент кафедры физики и химии Кременчугского филиала Национального технического университета «Харьковский политехнический институт».
С 1995 по 1998 − старший преподаватель кафедры прикладной экологии Кременчугского государственного политехнического института имени Михаила Остроградского (КПИ).
С 1998 по 2001 − докторант кафедры почвоведения, геоботаники и экологии факультета биологии, экологии и медицины Днипровского национального университета им. Олеся Гончара.
С 2000 − доцент кафедры экологии КПИ.
С 2001 по 2012 − директор регионального ландшафтного парка «Кременчугские Плавни».
с 2003 по 2013 − начальник научно-исследовательской части Кременчугского национального университета имени Михаила Остроградского (КрНУ).
С 2012 − профессор кафедры экологии КрНУ.
С 2013 − первый проректор КрНУ(по научной и международной деятельности).

##### Профессиональная деятельность
Является автором учебно-методических комплексов 12 дисциплин по специальностям: 101 − Экология и 162 − Биотехнология (преподаёт курсы «Введение в специальность» и «Генетика». Гарант образовательной программы магистра «Экологическая биотехнология и биоэнергетика». Преподаёт дисциплину «Экологическая аквакультура». Согарант программы доктора философии по экологии (преподаёт дисциплины «Аутэкология, синэкология и охрана природы», «Структурно-функциональная организация надорганизменных систем» и «Генетическое, видовое и экосистемное биоразнообразие»). 
Председатель научно-технического совета КрНУ, заместитель председателя Ученого совета КрНУ, член Ученого совета факультета естественных наук КрНУ, член специализированных (диссертационных) ученых советов Д 08.051.04 по специальности 03.00.16 − экология и К 45.052.05 по специальности 21.06.01 − экологическая безопасность.
Заместитель главного редактора научного журнала Вестник КрНУ (Кременчуг) и член редколлегий научных журналов Экология и ноосферология (Днепр), Environmental problems (Львов) и Acta facultatis ecologiae (Зволен, Словакия). Член программного комитета международной научной конференции «Идеи В.И. Вернадского и научно-практические проблемы устойчивого развития образования и науки». Заместитель председателя международной научно-технической конференции «Физические процессы и поля технических и биологических объектов».

##### Область научных интересов
В круг научных интересов входят следующие направления исследований:
- разработка экологических и биоэнергетических технологий;
- биотестирование, биоиндикация и биомониторинг;
- исследование структурно-функциональной организации природных и антропогенных водных экосистем;
- инвентаризация и охрана видового и экосистемного биоразнообразия;
- экология человека.

##### Научные достижения
В 1994 г. защитил кандидатскую диссертацию по специальности 03.00.05 − ботаника на тему «Золотистые водоросли (Chrysophyta) Горного Крыма и Украинских Карпат» (диплом КН № 006250), а в 2010 г. − докторскую диссертацию по специальности 03.00.16 − экология на тему «Структурная организация экосистем и биогидроценозов Среднего Приднепровья: восстановление, охрана и рациональное использование» (диплом ДД № 009128). 
Исполнитель фундаментальных исследований «Физико-химическая биология метаногенеза гидробионтов на примере синезеленых водорослей» (№ ГР 0108U002170, 2008−2010 гг.). Участник международного проекта Европейского Союза «Project − Developing the knowledge and skills of teaching staff and scientific researchers and PhD students at Matej Bel University in Banska Bystrica» (ITMS code: 26110230019, module 9 − Specialized education in natural sciences, 2012 г.). Участник государственной программы Министерства образования и науки Словакии «National Scholarships Program of the Slovak Republic for foreign university teachers and researchers» (2012 г., 2013 г.). Научный руководитель прикладных исследований по теме «Экологическая биотехнология производства метана из сине-зеленых водорослей» (№ ДР 0115U002528, 2015-2016 гг.). Исполнитель украинского-австрийского билатерально проекта «Способы переработки биомассы цианей, вызывающих цветение водоемов» (№ ДР 011U003299, 2017−2018 гг.). Участник программы KA1 − Learning Mobility of Individuals − Staff mobility for teaching and training activities between programme and partner countries | Erasmus+ (2019 г.). 
Автор или соавтор 215 научных публикаций, среди которых − 75 статей в 25 специализированных научных журналах, в т.ч. 15 − в Scopus и Web of Science, а также семи научных монографий и семи охранных документов на интеллектуальную собственность.

##### Другая деятельность
- Член Президиума проректоров по научной работе Министерства образования и науки Украины с 2016 г.
- Член Бассейнового Совета среднего Днепра [5] Министерства экологии и природных ресурсов Украины с 2018 г.
- Эксперт Научного совета Министерства образования и науки Украины [6] (секция «Биология, биотехнология и актуальные проблемы медицинских наук») с 2019 г.

##### Награды
- Почетные грамоты:

Почетная грамота Министерства образования и науки Украины (2008 г.)
Почетная грамота Национальной академии наук Украины (2013 г.)
Почетная грамота Кабинета Министров Украины «За весомый личный вклад в обеспечение развития образования и науки, добросовестный труд и высокий профессионализм» (2021 г.)
- Знаки:

Знак Министерства образования и науки Украины «Отличник образования Украины» (2011 г.)
Нагрудный знак «За достижения в науке и образовании» (2015 г.)
- Диплом лауреата Премии Полтавского областного совета имени В.И. Вернадского (2020 г.)[7]

##### Интеллектуальная собственность
1. Способ биологической доочистки сточных вод / Декларационный патент UA 63719 A. − Бюл. № 1, 2004 г.
2. Способ получения биогаза из сине-зелёных водорослей / Декларационный патент UA 24106 U. − Бюл. № 9, 2007 г.
3. Способ производства метана и удобрения / Патент на полезную модель 104743 № u201509476. − Бюл. № 3, 2016 г.
4. Электромагнитная совместимость электромеханических и биологических систем / Свидетельство о регистрации авторского права на произведение № 69235 от 19.12.2016 г.
5. Способ получения биогаза из сине-зеленых водорослей / Патент на полезную модель 105896, № u201509295. − Бюл. № 7, 2016 г.
6. Компьютерная программа «Автоматизированная система формирования тезауруса на основе он-лайн сервисов перевода» / Свидетельство о регистрации авторского права на произведение № 66298 от 24.06.2016 г.
7. Способ извлечения липидов из биомассы цианобактерий с применением лазера / Патент на полезную модель 137244 № u201903571. − Бюл. № 19, 2019 г.